# Дарио Морено
Дарио Морено (на турски: Dario Moreno) е турски певец и актьор, работил дълго време във Франция. 

## Биография
Той е роден на 3 април 1921 година в Айдън в еврейско семейство като Давид Аругете, но израства в Измир. Работи като чиновник в адвокатска кантора, но започва да се занимава и с музика и в началото на 40-те вече е популярен в еврейската общност в Измир. През 1948 година за пръв път отива в Париж, където прави първите си записи, а през следващите години прекарва голяма част от времето си във Франция. Пее в оперети, участва в десетки филми, а от 1954 година започва да изнася самостоятелни концерти.
Дарио Морено умира на 1 декември 1968 година в Истанбул.

## Избрана филмография

### Като актьор
| година | филм                          | оригинално заглавие          | роля            | режисьор        |
| ------ | ----------------------------- | ---------------------------- | --------------- | --------------- |
| 1953   | Възнаграждение за страха      | Le salaire de la peur        | Ернандес        | Анри-Жорж Клузо |
| 1959   | Ах, това мамбо                | Oh! Qué mambo                | Микелито        | Джон Бери       |
| 1959   | Жената и куклата              | La Femme et le Pantin        | Арабаджян       | Жулиен Дювивие  |
| 1959   | Искате ли да танцувате с мен? | Voulez-vous danser avec moi? | господин Флорес | Мишел Боарон    |